# Coppa Italia Dilettanti 1996-1997
La Coppa Italia Dilettanti 1996-1997 è stata la 31ª edizione di questa competizione calcistica italiana. È stata disputata con la formula dell'eliminazione diretta ed è stata vinta dal Astrea.
Dopo l'entrata in vigore della Legge n. 91 del 23 marzo 1981 che ha abolito il calcio semiprofessionistico, le squadre del Campionato Nazionale Dilettanti (5º livello nazionale, primo dilettantistico) partecipano a questa coppa, assieme a quelle di Eccellenza (1º livello regionale, 6º nazionale). Il torneo viene diviso in due "binari" per le due categorie con assegnazione delle rispettive Coppe Italia. Le due vincitrici si affrontano poi per l'assegnazione della Coppa Italia Dilettanti.
L'edizione, come detto sopra, è stata vinta dal Astrea, che superò in finale il Noicattaro; le finaliste sconfitte delle due coppe furono Albinese (C.N.D.) e Ivrea (Eccellenza).

## Formula
Le squadre delle due categorie (Campionato Nazionale Dilettanti 1996-1997 ed Eccellenza 1996-1997) disputano due coppe diverse con assegnazione delle rispettive Coppe Italia di settore. Le due vincenti si affrontano poi nella finale per la Coppa Italia Dilettanti.

## Partecipanti
Alla finale giungono le vincitrici della fase C.N.D. e della fase Eccellenza.
| Torneo          | Squadra    | Città (provincia) | Posizione in campionato          |
| --------------- | ---------- | ----------------- | -------------------------------- |
| fase C.N.D.     | Astrea     | Roma              | 1º nel girone F del C.N.D.       |
| fase Eccellenza | Noicattaro | Noicattaro (BA)   | 1º nel girone unico della Puglia |

### Il cammino delle finaliste
```
Fase C.N.D.

PRIMO TURNO:

Astrea
-Fiumicino              1-0

Civitavecchia
-
Astrea
          0-1

TRENTADUESIMI:

Pro Cisterna
-
Astrea
           1-0 0-2

SEDICESIMI:

Astrea
-
Selargius
              3-0 2-0

OTTAVI:

Astrea
-
Cavese
                 2-0 2-2

QUARTI:

Orlandina-
Astrea
              1-2 0-4 

SEMIFINALI:

Astrea
-
Audace Cerignola
              4-1 1-1

FINALE:

Albinese
-
Astrea
               0-1 1-3
```

```
Fase regionale Puglia

PRIMO TURNO:

Noicattaro
-
Rutigliano
          3-0 0-2

OTTAVI:

Noicattaro
-Ruvo                4-0 0-0

QUARTI:

Noicattaro
-Virtus Locorotondo  4-0 1-2

SEMIFINALI:

Noicattaro
-
Barletta
            3-0 1-0

FINALE

Noicattaro
-Aradeo              1-1 2-2 
(
gfc
)
```

```
Fase nazionale

OTTAVI:

Noicattaro
-
Policoro
            1-0 1-1

QUARTI:

Noicattaro
-
Vibonese
            0-0 1-1 
(
gfc
)

SEMIFINALI:

Luco
-
Noicattaro
                1-1 0-1

FINALE

Noicattaro
-
Ivrea
               1-0 1-1
```

## Finale
| Arbitro: | Belloli (Bergamo) |

| |            | |
| Satalino 27’ (aut.) Venanzi 63’ Legnani 76’                                                                                           | Marcatori  | |
| (78' Assogna) Davi Liberati (77' Giordani) Mattei Paris Legnani Carnesecchi Pantano Polidori Venturi (84' Pelliccia) Venanzi Cordelli | Formazioni | Lapedota (84' Zaccaro) Biasi Cota Sabini Satalino Minurri (77' Porzia) Maurelli Miolla (83' Rainieri) Antonicelli Sangirardi Caserta |
| Agostinelli | Allenatori | Notariale |